# Идиш
И́диш (יידיש‎, ייִדיש‎, אידיש‎ идиш или йидиш, дословно — «еврейский», שפת יודיש-דייטש‎, יהודית-אשכנזית‎, טייטש‎, טויטש‎) — еврейский язык германской группы (индоевропейские языки); исторически — основной язык ашкеназов, на котором к 1939 году говорило около 11 млн евреев по всему миру.
Идиш возник в Центральной и Восточной Европе в X—XIV веках на основе средневерхненемецких диалектов с обширными заимствованиями из древнееврейского и арамейского (до 15—20 % лексики) и славянских языков (в восточных диалектах достигает 15 %), а позднее — и из современного немецкого языка. Сплав этих языков породил оригинальную грамматику, позволяющую сочетать слова с семитскими и славянскими корнями и синтаксические элементы германских языков. Язык богатой литературы, зародившейся в позднем средневековье.

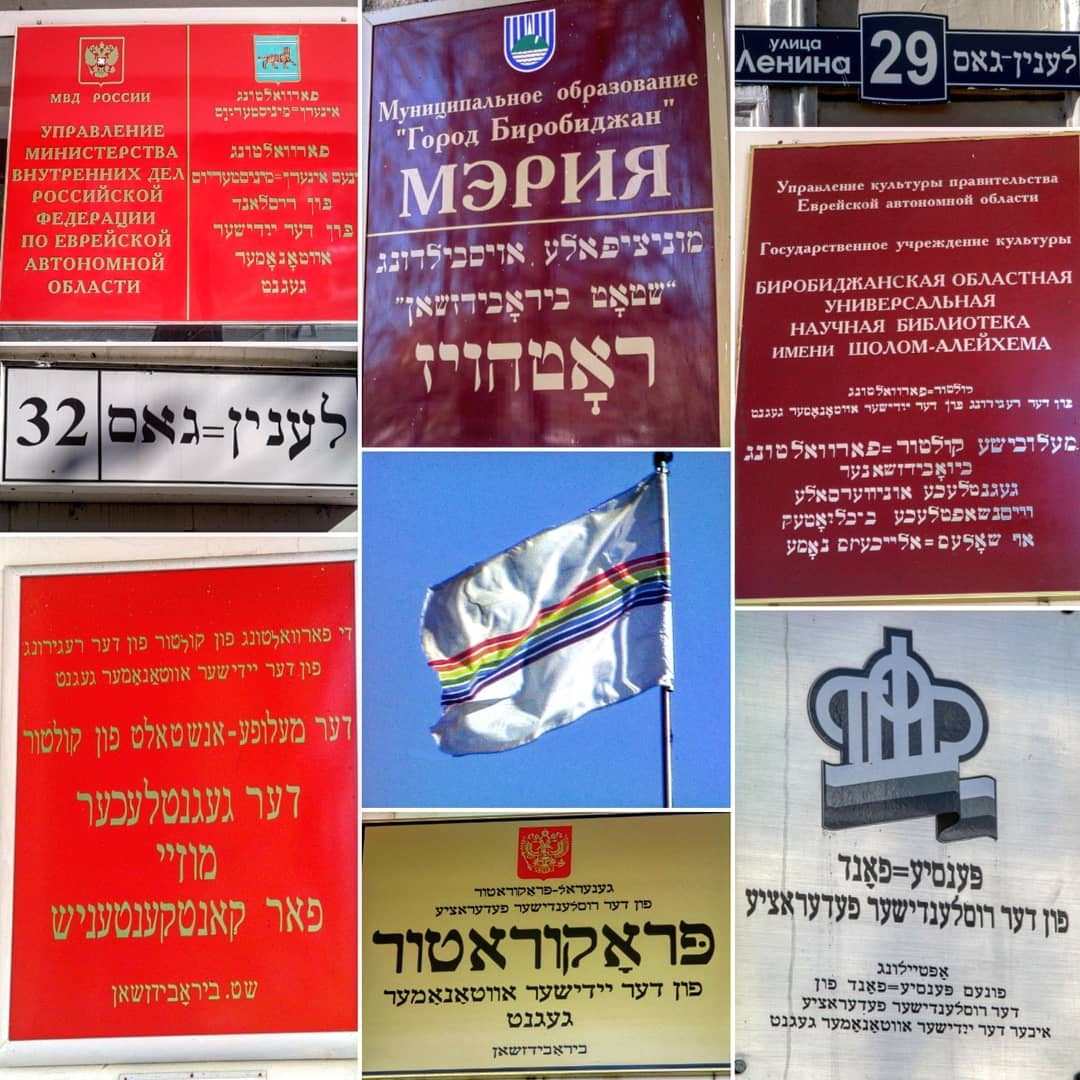
Примеры использования идиша в публичном пространстве Биробиджана

## Название
Слово идиш для обозначения отдельного языка стало систематически использоваться только в XIX веке, хотя употреблялось в качестве одного из самоназваний начиная с XVII века. Сохранились также более ранние документы XV—XVI веков, в которых германская речь евреев обозначается этим словом, но их трактовка спорна. Прежде евреи называли свой язык лошн ашкеназ (לשון אשכנז, «язык Германии») или тайч (טייטש, исходно: «немецкий»), не отделяя его, таким образом, от языка немцев-христиан.
В XIX веке, под влиянием еврейского Просвещения, распространилось изначально пейоративное обозначение идиша как еврейского жаргона; писавшие на нём литераторы именовались жаргонными писателями. В 1868—1869 годах Шие-Мордхе Лифшиц издал «русско-новоеврейский словарь». Обратный словарь того же автора, изданный в 1876 году, именуется уже просто «еврейско-русским». Людвиг Заменгоф в 1879 году составил очерк «новоеврейской» грамматики на русском языке.
В СССР в официальной литературе словосочетание «еврейский язык» обозначало именно идиш; иврит называли «древнееврейским», не признавая за ним статус живого разговорного языка Израиля.
В русском языке слово «идиш» допустимо использовать в качестве как склоняемого (только формы единственного числа), так и несклоняемого существительного.

## Вопросы классификации
Исторически идиш относится к верхнефранкским диалектам верхненемецкого кластера западногерманских языков германской группы (индоевропейские языки).
В 1991 году профессор лингвистики Тель-Авивского университета Пол Векслер выдвинул гипотезу, относящую его в группу славянских, а не германских языков. В академических кругах к теории Векслера относятся как к курьёзу, отражающему скорее политические взгляды автора.

## Лингвогеография

### Ареал и численность
Определить современное число говорящих на идише очень непросто. Большинство ашкеназских евреев в течение XX века перешло на язык тех стран, где они проживают. Тем не менее из переписей некоторых стран можно получить оценку численности говорящих на идише.
- Израиль — 215 тыс. чел. по оценке Ethnologue на 1986 год (6 % от численности евреев в Израиле)[10][обновить данные].
- США — 178 945 чел. говорят дома на идише (примерно 2,8 % от всех евреев США[когда?]

, при 3,1 % говорящих на иврите).
- Канада — 17 255 чел. назвали идиш родным языком по переписи 2006 года (5 % от лиц еврейского происхождения).
- Молдова — 17 тыс. чел. назвали идиш родным языком (1989), то есть 26 % от общего числа евреев[обновить данные].
- Украина — 3213 чел. назвали идиш родным языком по переписи 2001 года (3,1 % от численности евреев).
- Беларусь — 37 чел. говорят дома на идише по переписи 2019 года[11].
- Россия — по переписи 2021 года идишем в России владело 1146 человек, из них использовало его в повседневной жизни 621 человек[12]. По переписи 2010 года, языком идиш владело 1683 чел. (примерно 1 % от всех евреев РФ)[13]. По мнению бывшего министра культуры РФ М. Е. Швыдкого, культура идиша в России ушла в прошлое и её возрождение маловероятно[14].
- Румыния — 951 человек назвал идиш родным языком (16,4 % от численности евреев)[когда?]

.
- Латвия — 825 человек назвали идиш родным языком (7,9 % от численности евреев)[когда?]

.
- Литва — 570 человек назвали идиш родным языком (14,2 % от численности евреев)[когда?]

.
- Эстония — по данным переписи 2011 года, 43 человека назвали идиш родным языком[15].
- Венгрия — согласно результатам переписи 2001 года, на 1691 еврея[16] приходилось 276 человек (16,3 %), говорящих дома или с друзьями по-еврейски[17], и 3131 человек, владеющий еврейским как вторым[18] (в данных переписи не разделяются идиш и иврит, поэтому точное количество говорящих именно на идише неизвестно).

Значительное количество носителей идиша проживает также в Великобритании, Бельгии, Франции, меньшее — в Австралии, Аргентине и Уругвае[уточнить].
На основе вышеприведённых данных, общую численность говорящих на идише в мире можно оценить в 500 тысяч человек. Близкие данные приводятся в некоторых других источниках: 550—600 тыс. В то же время существуют гораздо более высокие оценки: 1 762 320 (в предыдущем, 15-м издании была указана ещё более высокая численность говорящих на идише — 3 142 560 чел.) и даже 2 миллиона (в конце 1970-х гг.; КЕЭ), однако не поясняется, на какой методологии основаны эти оценки.

### Социолингвистические сведения
Хотя среди большинства евреев-ашкеназов в Израиле идиш уступил место ивриту, а в диаспорах — языкам окружающего населения, представители некоторых традиционно-религиозных общин (харедим и особенно хасиды) между собой общаются преимущественно на идише. Одной из последних еврейских общин в Европе, где идиш продолжает использоваться в общении, является община Антверпена, состоящая преимущественно из харедим.

### Диалекты

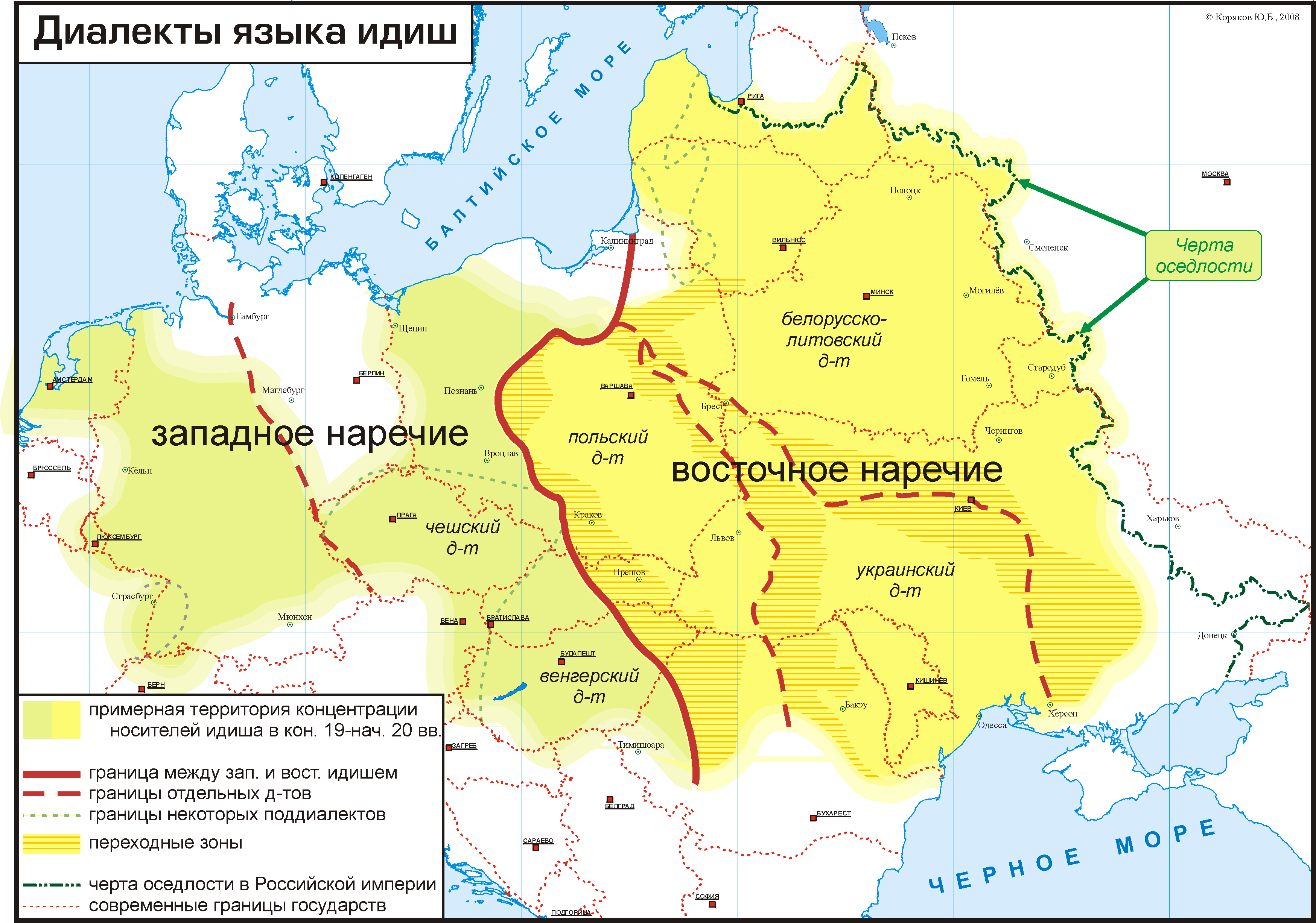
Диалекты идиша

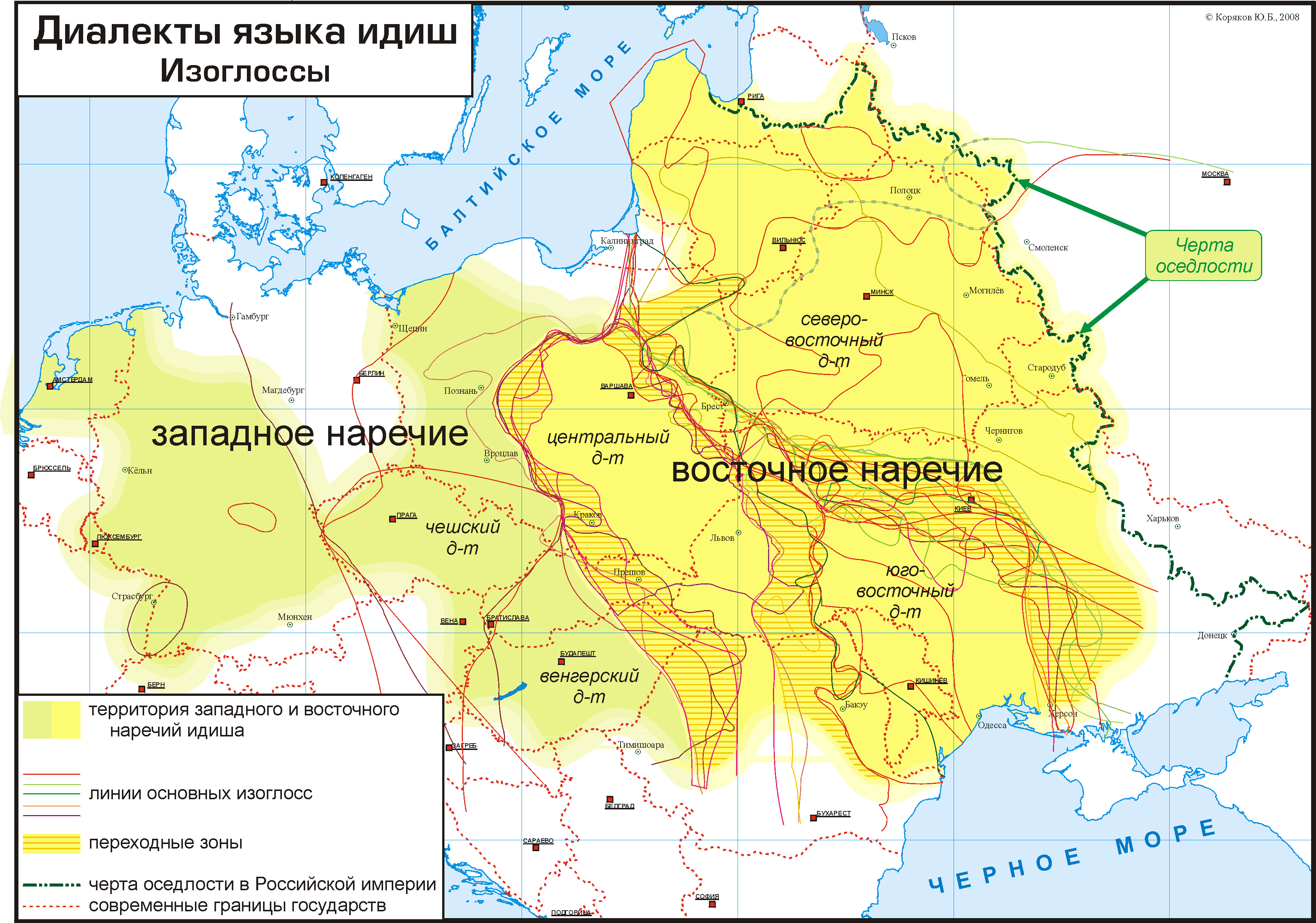
Изоглоссы идишских диалектов

Идиш состоит из большого числа исторических диалектов, которые принято подразделять на западные и восточные. Количество носителей западных диалектов стремительно уменьшалось на протяжении XIX и XX вв.; к 2009 г. их оставалось примерно 5 тыс.
Сохранившиеся в употреблении восточные диалекты включают:
- северо-восточный (литовский диалект: Прибалтика, Беларусь, Подляское воеводство Польши, Смоленская и Брянская области России, восток и север Украины),
- юго-восточный (украинский диалект: Южная Волынь и Правобережная Украина, Молдавия, восточные области Румынии, прежде всего — Молдавия и Буковина, южная часть Брестской области Беларуси и Люблинское воеводство Польши)
- центральный (или юго-западный, польский диалект: центральная и западная Польша, Трансильвания, Галичина и Закарпатье, восток Венгрии и Словакии).

Существуют также переходные и смешанные диалекты.
Областные варианты идиша обнаруживают большие различия в системе гласных, начиная от оппозиции между кратким открытым i и долгим закрытым i и кончая моделями с полными параллельными рядами кратких и долгих гласных. В диалектах встречаются также гласный [y] и дифтонги, оканчивающиеся на [u]. В некоторых диалектах отсутствует фонема /h/, в некоторых различается меньшее количество палатальных, а в западном идише отсутствует различие по звонкости. Артикуляция /r/ варьирует в различных районах от [r] апикального до (преимущественно) [ʁ] увулярного.

## Письменность

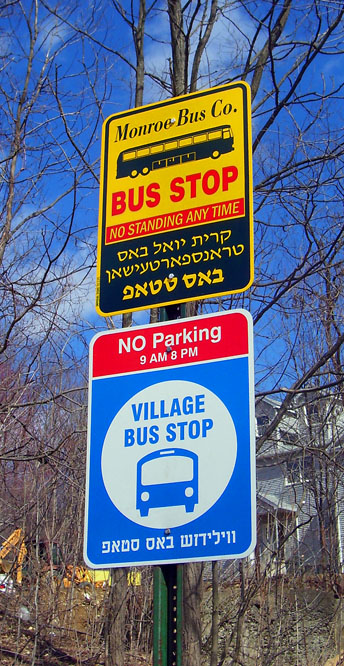
Использование идиша на дорожном знаке в Нью-Йорке наряду с английским языком

Идиш использует древнееврейское квадратное письмо. Направление письма, как и на иврите, — справа налево: װיקיּפּעדיע‎ — «Википедия». В отличие от иврита, письмо полностью вокализовано: гласные обозначаются буквами, так же как в греческом, латинском и кириллическом письмах; в гебраизмах (включая слова как собственно ивритского, так и арамейского происхождения) сохраняется традиционное консонантное написание.
Стандартными в настоящее время считаются орфография ИВО, а также более консервативная система, кодифицированная в «Клал таконэс фун идишн ойслэйг» («Общие правила орфографии идиша»; отражены в таблице внизу). Современные хасидские издательства, в свою очередь, используют орфографию, во многом похожую на распространённую в прессе на идише начала XX века — т. н. «дайчмерской», то есть заимствующей некоторые характерные особенности орфографии немецкого языка, — с некоторыми важными отличиями: диакритические знаки почти не используются, корни сложных слов часто пишутся раздельно, возможна вставка апострофа между корнем слова и словоизменительным аффиксом.
|    | Буква алфавита | Графема («Клал таконэс») | Графема (орфография ИВО) | Название        | Стандартное произношение | Примечания                                                             |
| -- | -------------- | ------------------------ | ------------------------ | --------------- | ------------------------ | ---------------------------------------------------------------------- |
| 1  | א              | א                        | א                        | шту́мэр а́лэф     | не произносится          | пишется в начале слова перед гласными (кроме ע)                        |
| 1  | א              | א                        | —                        | мэхи́цэ а́лэф     | не произносится          | пишется в середине слова для отделения подряд идущих гласных или װ и ו |
| 1  | א              | אַ                        | אַ                        | па́сэх а́лэф      | а                        |                                                                        |
| 1  | א              | אָ                        | אָ                        | ко́мэц а́лэф      | о                        |                                                                        |
| 2  | ב              | ב                        | ב                        | бэйс            | б                        |                                                                        |
| 2  | ב              | ב                        | בֿ                        | вэйс            | в                        | только в гебраизмах                                                    |
| 3  | ג              | ג                        | ג                        | гимл            | г                        |                                                                        |
| 4  | ד              | ד                        | ד                        | да́лэд           | д                        |                                                                        |
| 5  | ה              | ה                        | ה                        | һэй             | һ                        |                                                                        |
| 6  | ו              | ו                        | ו                        | вов             | у                        | также [о] и [ой] в гебраизмах                                          |
| 6  | ו              | ו                        | וּ                        | мэлу́пм вов      | у                        | пишется в сочетаниях с װ                                               |
| 6  | ו              | װ                        | װ                        | цвэй вовн       | в                        |                                                                        |
| 6  | ו              | ױ                        | ױ                        | вов йуд         | ой                       |                                                                        |
| 7  | ז              | ז                        | ז                        | за́йэн           | з                        |                                                                        |
| 8  | ח              | ח                        | ח                        | хэс             | х                        | только в гебраизмах                                                    |
| 9  | ט              | ט                        | ט                        | тэс             | т                        |                                                                        |
| 10 | י              | י                        | י                        | йуд             | и, й                     | также [эй] и [ай] в гебраизмах                                         |
| 10 | י              | י                        | יִ                        | хи́рэк йуд       | и                        |                                                                        |
| 10 | י              | ײ                        | ײ                        | цвэй йудн       | эй                       |                                                                        |
| 10 | י              | ײ                        | ײַ                        | па́сэх цвэй йудн | ай                       |                                                                        |
| 11 | כ              | כ                        | כּ                        | коф             | к                        | только в гебраизмах                                                    |
| 11 | כ              | כ                        | כ                        | хоф             | х                        |                                                                        |
| 11 | כ              | ך                        | ך                        | ла́нгэр хоф      | х                        | в конце слова (софит)                                                  |
| 12 | ל              | ל                        | ל                        | ла́мэд           | л                        |                                                                        |
| 13 | מ              | מ                        | מ                        | мэм             | м                        |                                                                        |
| 13 | מ              | ם                        | ם                        | шлос мэм        | м                        | в конце слова (софит)                                                  |
| 14 | נ              | נ                        | נ                        | нун             | н                        |                                                                        |
| 14 | נ              | ן                        | ן                        | ла́нгэр нун      | н                        | в конце слова (софит)                                                  |
| 15 | ס              | ס                        | ס                        | са́мэх           | с                        |                                                                        |
| 16 | ע              | ע                        | ע                        | а́йэн            | э                        | в гебраизмах произносится как [а]                                      |
| 17 | פ              | ּפּ                        | ּפּ                        | пэй             | п                        |                                                                        |
| 17 | פ              | פ                        | פֿ                        | фэй             | ф                        |                                                                        |
| 17 | פ              | ף                        | ף                        | ла́нгэр фэй      | ф                        | в конце слова (софит)                                                  |
| 18 | צ              | צ                        | צ                        | ца́дик           | ц                        |                                                                        |
| 18 | צ              | ץ                        | ץ                        | ла́нгэр ца́дик    | ц                        | в конце слова (софит)                                                  |
| 19 | ק              | ק                        | ק                        | куф             | к                        |                                                                        |
| 20 | ר              | ר                        | ר                        | рэйш            | р                        |                                                                        |
| 21 | ש              | ש                        | ש                        | шин             | ш                        |                                                                        |
| 21 | ש              | ש                        | שׂ                        | син             | с                        | только в гебраизмах                                                    |
| 22 | ת              | ת                        | תּ                        | тов             | т                        | только в гебраизмах                                                    |
| 22 | ת              | ת                        | ת                        | сов             | с                        | только в гебраизмах                                                    |

Некоторые согласные звуки передаются диграфами или триграфами: דז [дз], דזש [дж], זש [ж], טש [ч], שטש [щ].
Пары бэйс/вэйс, коф/хоф, пэй/фэй, шин/син и тов/сов в словарях и учебной литературе рассматриваются как самостоятельные буквы. В словарях для каждой из них, как правило, отводится свой раздел (кроме вэйс и сов, которые в начале слова не используются). Варианты букв, обозначающих гласные, в том числе диграфы, рассматриваются как самостоятельные буквы в учебниках и руководствах, но не в словарях.
В 1920-х годах в Советском Союзе, а затем — и в некоторых коммунистических и просоветских издательствах других стран историко-этимологический принцип написания гебраизмов был заменён фонетическим. Более того, особое начертание конечных согласных ך, ם, ן, ף, ץ было отброшено в пользу обычных כ, מ, נ, פ, צ. В 1961 году в СССР (за исключением Биробиджана) вернулись к написанию конечных букв. В этой системе фонетическое написание гебраизмов и некоторых предлогов сохранялось вплоть до 1994 года в журнале «Ди идише гас».

## История языка

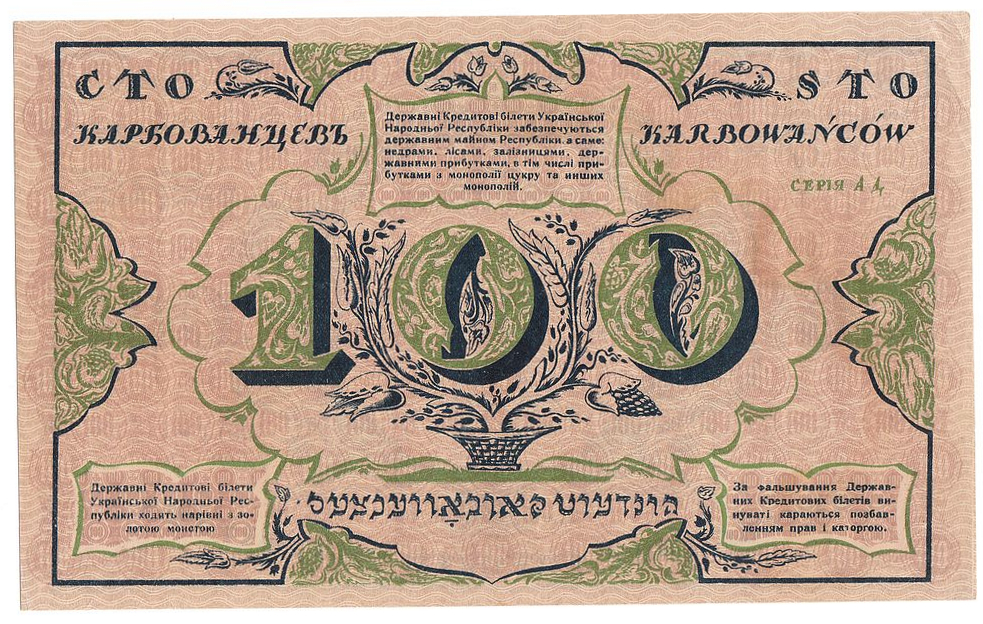
100 карбованцев УНР (1918 год) с номиналом на идише

Герб Белорусской ССР, 1926—1937 гг. Девиз «Пролетарии всех стран, соединяйтесь!» на четырёх языках — белорусском, русском, польском и идише (на белорусском диалекте идиша читается: Пролетариэр фун алэ лэндэр, фарейникт зих!)

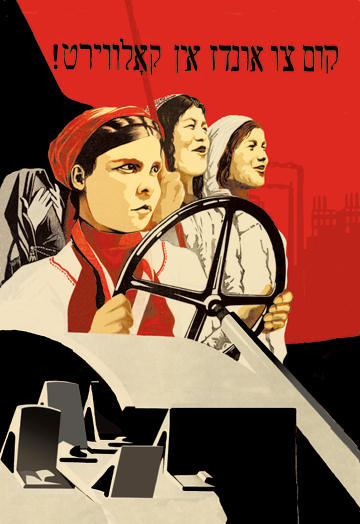
Советский плакат на идише «Приходите к нам в колхоз!» (קום צו אונדז אין קאָלווירט!)

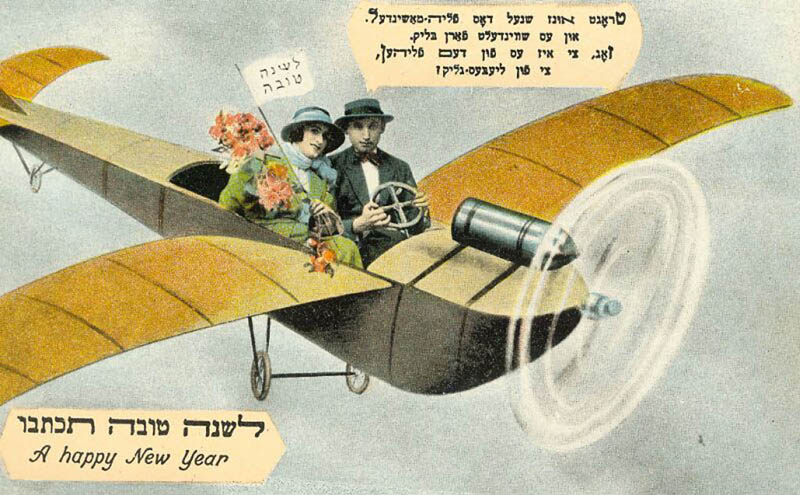
Американская поздравительная новогодняя открытка на идише и английском, 1920-е годы

Одна фраза в молитвеннике синагоги города Вормс (1272 г.) представляет собой наиболее ранний сохранившийся письменный источник, написанный буквами еврейского алфавита на разговорном языке евреев Германии. Эта фраза включает в себя несколько слов древнееврейского происхождения, используемых в этом контексте для обозначения терминов, специфических для еврейской религии, характерных и для современного идиша. Как называть язык этого источника, «идиш» или «немецкий», зависит от определения того, что такое «идиш». Некоторые лингвисты (включая Макса Вайнрайха) предполагают, что германские диалекты евреев отличались в некоторой мере от диалектов немецких христиан уже в Х — XII вв., но отсутствие сохранившихся письменных источников, помимо отдельных глосс, не позволяет достоверно реконструировать ранний «протоидиш». В то же время анализ еврейских источников, написанных в XIII—XV вв. в разных немецкоязычных провинциях Западной Европы, показывает, что, за исключением небольшого специфически еврейского лексического слоя (включающего слова древрееврейского, старофранцузского и средневерхненемецкого происхождения) системные характеристики языка этих источников (то есть, фонетика и морфология) полностью соответствуют особенностям местных немецких диалектов. Никаких общих грамматических свойств, которые могли бы быть частью гипотетического «протоидиша», общего для всех евреев Германии того времени и, от которого произошли бы все современные диалекты идиша, не наблюдается. В XV—XVI в. в. западный идиш (в западной Германии, северной Италии и Австрии) и восточный идиш (на чешских землях, в восточной Германии, Польше и Великом Княжестве Литовском) обособились в отдельное от немецкого диалектное пространство.
Со времён Средневековья идиш являлся разговорным языком европейских евреев. Благодаря хасидизму и Гаскале появляется религиозно-просветительская и художественная литература на идише, развивающаяся параллельно литературе на иврите. В конце XIX века возник «идишизм», первоначально — как «литературно-лингвистическое» движение за признание статуса языка идиш, а затем — и как национальная идеология, основанная на убеждении в том, что следует сохранить национальную жизнь еврейства как народа в диаспоре с помощью института национальной автономии посредством созидания «современной еврейской культуры» на идише.
Сначала значительная часть еврейской интеллектуальной элиты относилась к идишу как к «низкому» языку, поскольку в традиционном еврейском обществе роль языка высокой культуры была закреплена за древнееврейским (классическим ивритом): «маскилим» (сторонники Гаскалы), даже используя в повседневной речи идиш, именовали его унизительным термином «жаргон». Но к началу ХХ века ситуация изменилась. В частности, была осознана необходимость изучения еврейской народной культуры на идиш. В 1908 году в Российской империи было создано Общество еврейской народной музыки, в том же году было основано Еврейское историко-этнографическое общество. 
Ко времени Октябрьской революции в России 1917 года идиш уже воспринимался как самостоятельный язык и был признан в качестве языка общего образования и делопроизводства в советских республиках: УССР и, как один из четырёх официальных языков БССР, наравне с белорусским, русским и польским.
Период между концом Первой мировой войны и началом Второй мировой войны был временем расцвета культуры на идише — прежде всего, в Польше и в СССР. В США до Второй мировой войны идиш широко преподавался в еврейских школах, издавалось значительное количество газет на этом языке, публиковалось множество книг на нём, в Нью-Йорке действовали театры на идише. С 1910 по 1940 год в разных странах, прежде всего в Польше и в США, было снято около 130 полнометражных и около 30 короткометражных фильма на идише. 
Вторая мировая война (в том числе и, главным образом, Холокост), ассимиляция евреев на Западе и в СССР, в том числе закрытие еврейских школ и стремление внедрить иврит в Израиле быстрыми темпами — всё это привели к почти повсеместному исчезновению культурной жизни на идише и быстрому сокращению также и его обиходного употребления.
Тем не менее в послевоенной Польше продолжала существовать литература на идише. Новую еврейскую культуру в Польше создавали преимущественно польские евреи, пережившие войну в СССР. Большинство из них, включая важнейших представителей польской идишской культуры Герша Смоляра и Давида Сфарда, придерживались левых взглядов. Лишь после антисемитской кампании 1968 года и эмиграции почти всех евреев из Польши литература на идише в Польше закончила свое существование. Из всех периодических изданий на идише в Польше осталась лишь ежедневная газета «Fołks-Sztyme», которая постепенно превратилась в еженедельную, при этом раздел на идише постоянно сокращался, а польский — разрастался (в 1992 году эта газета превратилась в двуязычный журнал «Słowo Żydowskie/Dos Jidisze Wort» («Еврейское слово»), на сегодня это единственный журнал на идише в Польше)
В СССР в 1948—1949 годах культура на идише подверглась почти полному разгрому: были арестованы почти все крупные деятели еврейской культуры, было закрыто московское еврейское издательство «Дер Эмес», еврейские театры, перестали выходить литературные альманахи «Геймланд» (Москва) и «Дер Штерн» (Киев). В годы «оттепели» положение несколько изменилось: в 1959 году, после долгого перерыва, в СССР была издана первая книга на идише — это были рассказы И.-Л. Переца; в 1961 году в Москве начал выходить журнал «Советиш Геймланд», который объединил выживших еврейских писателей и позволил им вернуться к творчеству на идише. Тем не менее, из-за отсутствия образования на идише и старения людей, получивших образование на идише в довоенные годы, число читателей литературы на нём в СССР постоянно сокращалось. Последним писавшим на идише прозаиком в Восточной Европе был Иосиф Бург, живший в Черновцах.
В настоящее время идиш используется как живой язык в ряде ультраортодоксальных иудейских общин в США, Европе и Израиле. Его изучают в университетах, изучением и сохранением культуры на идише занимается Исследовательский институт идиша в США, ведущая американская идишская газета «Форвертс» превратилась в интернет-портал на английском языке и идише. По оценке 2021 года, на идише говорят около 250 000 человек в США, 250 000 в Израиле и 100 000 в других странах.

## Лингвистическая характеристика

### Фонетика и фонология
Идиш имеет экспираторное ударение, и хотя место ударения в слове не всегда полностью предсказуемо, существует несколько характерных распределений словесного ударения. Система кратких гласных — треугольного типа с тремя степенями раствора и двумя позициями артикуляции:
|         | Передние | Задние |
| ------- | -------- | ------ |
| Верхние | i        | u      |
| Средние | e        | o      |
| Нижние  | a        |        |

Для украинского и бессарабского (молдавского) идиша, а также для некоторых говоров евреев Беларуси характерно наличие гласного «ы»: быхл (ביכל) — «книжка», а бысл (אַ ביסל) — «немного», идыш (ייִדיש) — самоназвание языка.
Наиболее частые дифтонги — это сочетания ey, ay и oy. В идише, как и в южных диалектах немецкого, различается отражение средненемецкого дифтонга ey и долгого гласного î:
| Звук       | Средненемецкое соответствие | Немецкий                                 | Баварский диалект      | Идиш                 |
| ---------- | --------------------------- | ---------------------------------------- | ---------------------- | -------------------- |
| старый ei  | ei                          | [ae] (пишется ei): heizen, Stein, klein  | oa: hoazn, Stoa, gloa  | ei: קלײן ,שטײן ,הײצן |
| средний ei | î                           | [ae] (пишется ei): reiten, treiben, weiß | ei: reitn, dreim, weiß | ai: װײַס ,טרײַבן ,רײַטן |
| поздний ei | iu                          | [ɔʏ] (пишется eu): teuer, neu            | ei: deia, nei          | ai: נײַ ,טײַער         |

В ряде диалектов, в том числе у современных хасидских носителей австро-венгерского происхождения, дифтонгу ай соответствует долгое «а»: ва:c (ווײַס) — «белый», «на:н» (נײַן) — «девять», ма:сэ (מעשׂה) — «рассказ».
Система согласных:
|               | Губные | Зубные | Среднеязычные | Заднеязычные | Увулярные | Глоттальные |
| ------------- | ------ | ------ | ------------- | ------------ | --------- | ----------- |
| Носовые       | m      | n      |               |              |           |             |
| Взрывные      | p b    | t d    |               | k g          |           |             |
| Фрикативы     | f v    | s z    | ʃ ʒ           |              | χ ʁ       | h           |
| Аффрикаты     |        | ts dz  | tʃ dʒ         |              |           |             |
| Аппроксиманты |        |        | j             |              |           |             |
| Дрожащие      |        | r      |               |              |           |             |
| Боковые       |        | l      |               |              |           |             |

В отличие от многих верхненемецких диалектов, ряды взрывных и фрикативных различаются не напряжённостью, а звонкостью. Для диалектов идиша также характерны не встречающиеся среди диалектов немецкого типы сандхи (ассимиляция по звонкости, встречаемость звонких согласных в исходе слогов), перенятые из славянских языков. Славянское влияние сказалось и на появлении в идише контраста палатальных согласных. Кроме того, из-за притока слов древнееврейско-арамейского и славянского происхождения, в идиш проникли многочисленные начальные сочетания согласных, несвойственные немецкому языку (например, bd-, px-, tx-).

### Морфология
Грамматическая система идиша, в основном, следует модели немецкого языка, но со значительным числом изменений в восточных диалектах. Для современных разговорных диалектов характерно значительное упрощение системы падежей и/или родов по сравнению с более консервативным стандартным языком.

#### Артикль
Определённый артикль ставится перед существительным и согласуется с ним по роду, числу и падежу.
| Падеж          | Мужской род | Средний род | Женский род | Множественное число |
| -------------- | ----------- | ----------- | ----------- | ------------------- |
| Именительный   | דער дэр     | דאָס дос     | די ди       | די ди               |
| Винительный    | דעם дэм     | דאָס дос     | די ди       | די ди               |
| Дательный      | דעם дэм     | דעם дэм     | דער дэр     | די ди               |
| Притяжательный | דעם дэм     | דעם дэм     | דער дэр     | די ди               |

Неопределённый артикль имеет только форму единственного числа, не изменяется и един для всех родов: אַ (а), перед гласным или дифтонгом — אַן (ан).
Формы определённого артикля используются также в качестве указательных местоимений («этот, эта, это»).

#### Имя существительное
Существительное в идиш имеет категории рода, числа, падежа и определённости/неопределённости.
Категория рода проявляется в согласующихся с существительным словах — артиклях, прилагательных и/или местоимениях. В ряде случаев обнаруживаются колебания в роде.

#### Имя прилагательное
Германское различие между слабым и сильным склонением прилагательных исчезло (кроме среднего рода единственного числа), но появилось новое различие между изменяемыми предикативными прилагательными.

#### Местоимение
|                    | 1 л.    | 1 л.       | 2 л.    | 2 л.    | 3 л.   | 3 л.   | 3 л.   | 3 л.    |
| ед. ч.             | мн. ч.  | ед. ч.     | мн. ч.  | ед. ч.  | ед. ч. | ед. ч. | мн. ч. |         |
| ед. ч.             | мн. ч.  | ед. ч.     | мн. ч.  | м. р.   | ср. р. | ж. р.  | мн. ч. |         |
| ------------------ | ------- | ---------- | ------- | ------- | ------ | ------ | ------ | ------- |
| Именительный падеж | איך их  | מיר мир    | דו ду   | איר ир  | ער эр  | עס эс  | זי зи  | זיי зэй |
| Винительный падеж  | מיך мих | אונדז ундз | דיך дих | אײַך айх | אים им | עס эс  | זי зи  | זיי зэй |
| Дательный падеж    | מיר мир | אונדז ундз | דיר дир | אײַך айх | אים им | אים им | איר ир | זיי зэй |

| лицо | ед. ч.                           | мн. ч.                |
| ---- | -------------------------------- | --------------------- |
| 1 л. | Майн (мой) — מײַן                 | Ундзер (наш) — אנדזער |
| 2 л. | Дайн (твой) — דײַן                | Айер (ваш) — אײַער     |
| 3 л. | Зайн (его) / ир (её) — זײַן / איר | Зэйер (их) — זייער    |

#### Числительное
1. эйн(с) — איין
2. цвэй — צוויי
3. драй — דרײַ
4. фир — פיר
5. финф — פינף
6. зэкс — זעקס
7. зибм[прим. 2] — זיבן
8. ахт — אַכט
9. найн — נײַן
10. цэн — צען[61]

#### Глагол
В глаголе языка идиш все времена и наклонения, кроме настоящего времени изъявительного наклонения, стали образовываться аналитически. Развивается чуждое строю германских языков последовательное различение совершенного и несовершенного видов; появился ряд новых глагольных форм, выражающих видовые и залоговые оттенки.
Причастие настоящего времени также приобрело новые функции. Формы спряжения во многих случаях подверглись инновации, возникли новые классы перифрастического спряжения.

#### Предлог
- фун (פון) — из, от, о(об)
- бай (בײַ) — у
- цу (צו) — к
- ин (אין) — в
- фар (פאַר) — для/перед
- аф (אויף) — на
- унтэр (אונטער) — под

### Синтаксис
В синтаксисе идиш возникли новые модели порядка слов. Порядок слов в главном и придаточном предложениях стал одинаков. Расстояние между существительными и их определениями, а также между частями глагольных фраз было сокращено.
Для простого предложения используется глагол-связка из (איז), аналогичная немецкому ist (есть), или соответствующие личные формы.
Например:
- כינע איז אַ לאַנד אין מיזרח־אַזיע — Хинэ из а ланд ин мизрэх-азийэ («Китай — это страна в восточной Азии»)
- קאָקאָס־פּאַלמע איז אַ טראָפּישע פלאַנץ — Кокос-палмэ из а тропишэ фланц («Кокосовая пальма — тропическое растение»)
- איך בין אַ זינגער — Их бин а зингэр («Я — певец»)
- דו ביסט אַ זינגער — Ду бист а зингэр («Ты — певец»)
- זי איז אַ שיין מיידעלע — Зи из а шейн мейдалэ («Она красивая девушка»).

### Лексика
Лексика — на 70 % германского происхождения, с обширными слоями лексики древнееврейского и арамейского, а также славянского происхождения.
Примеры германских по происхождению слов: одлэр (אָדלער, орёл), айзн (אייזן, железо), билд (בילד, образ), блай (בליי, свинец), блут (בלוט, кровь).
- Наименования цветов:

| Русское название  | Идиш                                                                                                | Цвет |
| ----------------- | --------------------------------------------------------------------------------------------------- | ---- |
| Красный           | «Ройт» (רויט)                                                                                       |      |
| Розовый           | «Роз» (ראָזע) или «розэвэ» (ראָזעווע)                                                                 |      |
| Жёлтый            | «Гел» (געל)                                                                                         |      |
| Зелёный           | «Грин» (גרין)                                                                                       |      |
| Голубой или синий | «Блой» (בלאָ) или «блой» (בלוי); в диалектах и советском стандарте синий (не голубой) «блов» (בלאָוו) |      |
| Белый             | «Вайс» (ווײַס)                                                                                       |      |
| Чёрный            | «Шварц» (שוואַרץ)                                                                                    |      |
| Коричневый        | «Бройн» (ברוין)                                                                                     |      |

Древнееврейская лексика: бохер (בחור, парень), дорэм (דרום, юг), ям (ים, море), майрэв (מערב, запад), мидбэр (מדבר, пустыня), мизрэх (מזרח, восток), милхомэ (מלחמה, война), мишпохэ (משפּחה, семья), цофн (צפון, север), хазэр (חזיר, свинья), шабэс (שבת, суббота).
Также идиш перенял славянизмы: вербэ (ווערבע), видрэ или выдрэ (ווידרע), даче (דאַטשע), кляче (קליאַטשע), мурэшке (מוראַשקע), озэрэ (אָזערע), совэ (סאָווע), соснэ (סאָסנע), стэп (סטעפּ), чайник (טשײַניק).

## Влияние на другие языки

### Одесский диалект
Идиш, наряду с украинским языком, оказал большое влияние на формирование одесского диалекта, будучи одним из разговорных языков одесских евреев.

### Источник сленга
Многие гебраизмы (ксива, хохма и др.) попали в русский язык через идиш — об этом свидетельствует, в частности, их ашкеназское произношение.

### Белорусский и украинский языки
В начале XX века среди белорусов проживало 2 миллиона евреев. Количество евреев и непосредственные контакты с ними оказали влияние на язык белорусов. Ряд слов языка идиш проникли в белорусский (в особенности слова, касающиеся торговли и ремёсел, так как эти области находились главным образом в руках евреев) и украинский языки.
Например, в белорусском есть слова авой (ой, ох), балагол (ломовой извозчик), бахур (бутуз; любовник), бэбахі (внутренности; тряпьё), гармідар (беспорядок, шум), капцан (оборванец), раздабара (говорун), фанабэрыя (кичливость), халэмус (конец, смерть), хаўрус (союз, компания), хеўра (шайка, лавочка), шахрай (плут), гандляр (торговец), гандлёвы (торговый).
В украинском от того же идишского корня — слово гендляр (пренебрежительное, буквально — «нечистоплотный делец», «барыга»), ганделик (сленг, «забегаловка»).

## Комментарии
1. ↑  Идиш был в активном официальном употреблении исторически. Сегодня на идише выходят еженедельные полосы в газете «Биробиджанер штерн», издаётся ежегодный альманах «Биробиджан» с разделом на идише, язык изучается в одной из местных школ. Сохраняется декларативное использование языка в вывесках государственных учреждений и т. д. Хотя число носителей идиша в ЕАО сегодня не превышает 100 человек, особый статус области привлекает активистов из других стран и регионов.
2. ↑  В данном слове произошёл характерный для идиша фонетический эффект, когда звук [н] в конце слова после звуков [б] или [п] превращается в [м]. На письме этот эффект традиционно не отражается.

### Ресурсы онлайн
- Краткий идиш-русский словарь Александра Солдатова на сайте Jewniwerse
- Идиш-русский словарь под ред. Д. Тищенко на сайте Киев еврейский
- Идиш-русский словарь Бориса Вайнблата на сайте Мы здесь!
- Уроки Идиш Арье Лондон и Йойл Матвеев на сайте Jewniwerse
- Живой идиш от Шломо Громана
- Английский-идиш-английский словарь онлайн
- Электронная версия словаря Гаркави
- Краткое введение в идиш (англ.)
- Грамматика идиша (нем.)
- Идиш-английский-идиш (скачать)
- Идиш — русско-английско-немецкий краткий словарь
- Глоссарий — идишские слова и выражения с переводом на англ. яз.
- Проверка правописания в различных стандартах идиша
- Виртуальная идиш клавиатура

### Другие ссылки
- Сайт «Сохранение культуры идиша»
- Критическое сопоставление существующих идиш-русский словарей
- Дербаремдикер М. Л. О чём говорят пословицы на идише
- Журнал Хайфского университета «Ди вельт фун идиш» (Мир идиша)
- Библия (Танах) на идише
- Классическая беллетристика на идише
- Сборники еврейского рассказа ред. Ирвинга Хоу, Элиэзера Гринберга и Фриды Форман
- Ред мит мир идиш Ссылки на идише
- Идиш и немецкий язык
- Di Velt fun Yidish: Audio Stories
- Язык идиш — статья из Электронной еврейской энциклопедии
- Слишком левый, слишком правый, слишком мертвый идиш by Михаэль Дорфман
- Сборник автографов еврейских писателей на идише
- Первый международный фестиваль музыки и культуры идиш.
- Выставка «Идиш в современном мире» в РНБ
- In Search of Yiddish
- Израиль, говорящий на идише, Апрель 2010 «Еврейский Обозреватель»
- Die Welt: идиш переживает сегодня ренессанс
- Поминальная идишу. Песня Александра Городницкого
- З.Вейцман. Кончился идиш?..
- Лексикология идиша — лекция А. Э. Графова в МЕОЦе